# Asynchronzähler
Ein Asynchronzähler (englisch Ripple Counter) ist ein elektrisches Bauelement der Digitaltechnik, das eine Folge von Ereignissen zählt. Jede dabei entstehende Zahl wird bis zum nächsten Ereignis gespeichert. Der Zählerstand wird im einfachsten Fall in Zahlen des Dualsystems dargestellt. In diesem Fall sind bei {\displaystyle n} vorhandenen binären Speicherelementen die möglichen Zahlen auf {\displaystyle \left[0;\,2^{n}-1\right]} beschränkt. Man spricht dann auch von n-bit-Asynchronzählern. Durch geeignete Schaltung sind auch Zähler wie Frequenzteiler im Dezimalsystem möglich und verbreitet im Einsatz. Das zu zählende Eingangssignal wird bei periodischer Folge auch als Taktsignal bezeichnet.
Asynchronzähler gehören zu den asynchronen Schaltkreisen, weil sich nur das erste Speicherelement zum Zeitpunkt einer festgelegten (steigenden oder fallenden) Flanke eines Eingangssignals ändert; alle eventuell erforderlichen Änderungen in weiteren Speicherelementen folgen mit Laufzeitverzögerungen in den Verknüpfungs- und Speicherelementen. Bei gängigen elektronischen Zählern zur Sichtanzeige des Zählerstands ist die Verzögerungszeit unerheblich im Vergleich zur menschlichen Reaktionszeit.

## Aufbau

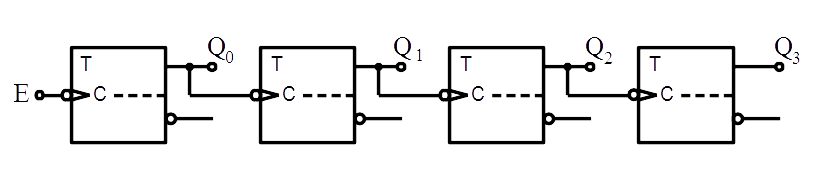
Asynchroner 4-Bit-Vorwärtszähler aus T-Flipflops

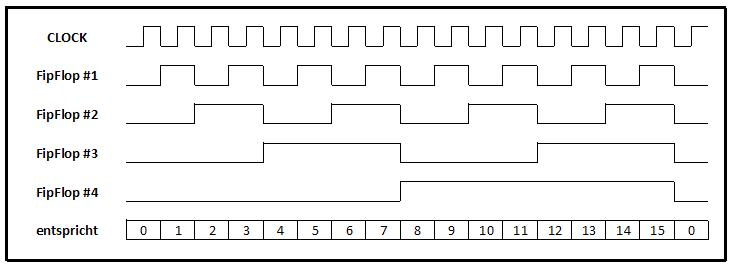
Signal-Zeit-Diagramm eines Vorwärtszählers mit 4 Flipflops (ohne Gatterlaufzeiten) bei Triggerung auf fallende Flanke

Ein Asynchronzähler kann aus T-Flipflops aufgebaut sein wie beispielsweise in nebenstehender Schaltung. Ein T-Flipflop ändert seinen Ausgangszustand gegenüber dem aktuellen Zustand genau dann, wenn eine aktive Flanke an seinem Eingang auftritt. Die Schaltung ist für Flipflops gezeichnet, die auf fallende Taktflanke reagieren, d. h. jedes Flipflop ist negativ flankengetriggert. Zu allen anderen Zeiten behält es den aktuellen Ausgangszustand bei.
Im Asynchronzähler ist der Eingang des ersten Flipflops mit dem Signal des zu zählenden Ereignisses verbunden. Wenn in diesem Signal die für das Flipflop aktive Flanke auftritt, wechselt am Ausgang Q0 der Pegel, also von Low nach High oder von High nach Low. Nach jeweils zwei aktiven Flanken am Eingang entsteht eine gleichgerichtete Flanke am Ausgang. Für jedes Flipflop ist die Anzahl der Pegelwechsel am Ausgang im Verhältnis 2:1 kleiner als am Eingang. In einer Hintereinanderschaltung (Kaskadierung) mehrerer T-Flipflops wird dieses Teilungsverhältnis exponentiell größer, {\displaystyle 2^{n}:1} bei {\displaystyle n} Flipflops.
Durch die gezeigte Verschaltung der Eingänge der Flipflops können deren Ausgangssignale als eine Ziffernfolge verstanden werden. Im Beispiel steht jeder Ausgang für die Ziffer einer vierstelligen Binärzahl, mit Q0 an niederwertigster Stelle. Die folgende Tabelle zeigt den Zählablauf. Mit jeder aktiven Flanke erhöht sich der Zählerstand in der Reihenfolge der natürlichen Zahlen. Werden die invertierten Ausgänge zusammengefasst, zählt die Schaltung rückwärts. Durch andere Schaltungen lassen sich beispielsweise vier Flipflops zur Darstellung des 8-4-2-1-Codes einer Dezimalziffer verwenden, siehe Frequenzteiler. Diese Vierer-Gruppe teilt im Verhältnis 10:1. Mit mehreren Gruppen hintereinander können mehrstellige Dezimalzahlen gebildet werden. Für die Sichtausgabe eines Zählerstands an den Menschen ist eine Dezimalzahl stets erforderlich.
Anstelle von T-Flipflops können grundsätzlich auch JK-Flipflops verwendet werden, wenn diese durch J = 1 und K = 1 in den Toggelzustand versetzt werden.
| Q3 | Q2 | Q1 | Q0 | Binärwert | Dezimalwert |
| -- | -- | -- | -- | --------- | ----------- |
| 0  | 0  | 0  | 0  | 0000      | 0           |
| 0  | 0  | 0  | 1  | 0001      | 1           |
| 0  | 0  | 1  | 0  | 0010      | 2           |
| 0  | 0  | 1  | 1  | 0011      | 3           |
| 0  | 1  | 0  | 0  | 0100      | 4           |
| 0  | 1  | 0  | 1  | 0101      | 5           |
| 0  | 1  | 1  | 0  | 0110      | 6           |
| 0  | 1  | 1  | 1  | 0111      | 7           |
| 1  | 0  | 0  | 0  | 1000      | 8           |
| 1  | 0  | 0  | 1  | 1001      | 9           |
| 1  | 0  | 1  | 0  | 1010      | 10          |
| 1  | 0  | 1  | 1  | 1011      | 11          |
| 1  | 1  | 0  | 0  | 1100      | 12          |
| 1  | 1  | 0  | 1  | 1101      | 13          |
| 1  | 1  | 1  | 0  | 1110      | 14          |
| 1  | 1  | 1  | 1  | 1111      | 15          |
| 0  | 0  | 0  | 0  | 0000      | 0           |

## Eigenschaften
Asynchronzähler sind im Aufbau oft einfacher als Synchronzähler, andererseits langsamer. Sie eignen sich insbesondere für Vorgänge, die der Beobachtung unterliegen. Das menschliche Auge und die bewusste Verarbeitung können schnelleren Vorgängen nicht folgen.
Im Synchronzähler werden die Flipflops parallel mit demselben Taktsignal versorgt; im Asynchronzähler wird das Signal seriell durch die Flipflops weitergereicht. Durch die interne Laufzeit {\displaystyle t_{\mathrm {P} }} der Bauelemente kommt es daher beim Asynchronzähler zu Verzögerungen, die sich Bauelement für Bauelement aufsummieren. Bei einer Reihenschaltung von {\displaystyle n} Flipflops verzögert sich das Signal bis zum letzten Flipflop um
{\displaystyle t_{n}=n\cdot t_{\mathrm {P} }}.
Beispiel: Setzt man {\displaystyle t_{\mathrm {P} }=20\,{\text{ns}}} an (Richtwert für TTL-Bausteine) und einen 12-Bit-Zähler, der in 2 s bis zum Überlauf gefüllt wird, so beträgt {\displaystyle t_{n}} nur etwa 0,05 % der Taktperiode.
Will man diesen Zähler nach einer halben Taktperiode auslesen, und muss der Zählerstand dann bereits seit einer weiteren Gatterlaufzeit stabil sein, so beträgt die höchste erlaubte Taktfrequenz {\displaystyle {\tfrac {1}{2(n+1)t_{\mathrm {P} }}}} = 1,9 MHz.

## Anwendungen
Zu Anwendungen in der Messtechnik und Zusatzeinrichtungen siehe Frequenzzähler und Universalzähler.